# Koalition Ataka
Die Koalition Ataka (bulgarisch Коалиция Атака, Koalizija Ataka, auch Национален съюз Атака) ist eine parlamentarische Gemeinschaft nationalistischer Organisationen Bulgariens. 
Die Koalition Ataka bestand aus der Partei Ataka, der Nationalen Bewegung für die Rettung des Vaterlandes (NDSO), der Bulgarischen nationalen patriotischen Partei (BNPP), der Partei „Nowa Zora“ und der Union der patriotische Kräfte „Verteidigung“. 
Sie erzielte bei den Parlamentswahl von 25. Juni 2005 8,93 % der Wählerstimmen und erhielt 21 der 240 Mandaten.
Vorsitzender der Koalition und der gleichnamigen Partei Ataka war Wolen Siderow.